# George Roy Hill
George Roy Hill (20. prosince 1921 – 27. prosince 2002) byl americký režisér. Nejvíce se proslavil snímky s Robertem Redfordem a Paulem Newmanem - Butch Cassidy a Sundance Kid (1969) a Podraz (1973); za posledního jmenovaného získal Oscara za nejlepší režii. Často spolupracoval se skladatelem Elmerem Bernsteinem.

## Život
George Roy Hill se narodil 20. prosince roku 1921 v největším městě Minnesoty, Minneapolis. Jeho rodiči byli George Roy Hill a Helen Frances Owens Hill. Navštěvoval soukromou školu Blake School v Minneapolis. Ve svých 16 letech získal pilotní průkaz. Láska k letadlům se promítla i v několika jeho filmech.
V průběhu druhé světové války sloužil jako pilot nákladního letadla v Pacifiku. V následujících letech si vyzkoušel novinářskou práci v Texasu a poté odešel do Irska, kde jeho život není příliš jednoznačně zdokumentován. Tak či onak, věnoval se zde irskému divadlu. Herecky debutoval roku 1948 v dublinském Gaiety Theatre. Divadlu zůstal věrný i po návratu do USA, aby se roku 1952 objevil ve filmu Walk East on Beacon, což byl jeho debut na filmovém poli. Krátce poté ho vojenské povinnosti odvolaly na rok a půl do Korejské války.
Jako režisér na sebe na začátku své kariéry upozornil filmy Hračky na půdě a Báječný svět Henryho Orienta s Peterem Sellersem. V roce 1967 natočil úspěšný muzikál Správná dívka. Poté už přišla na scénu jeho bezpochyby nejslavnější díla - Butch Cassidy a Sundance Kid a Podraz. V prvním případě byl na Oscara za režii jen nominován, za Podraz ho už získal.
Z jeho dalších filmů jmenujme adaptaci románu Kurta Vonneguta Jatka č. 5 (1972), životopisný snímek Velký Waldo Pepper (1975) a komedie Nakládačka (1977), Svět podle Garpa (1982) a Blázinec (1988).

## Smrt
George Roy Hill zemřel 27. prosince roku 2002 ve svém domě v New Yorku po komplikacích s Parkinsonovou chorobou.